# Hitler – Dead or Alive
Hitler – Dead or Alive – amerykański film z 1942 w reżyserii Nicka Grinde.